# Hannah, Queen of the Vampires
Hannah, Queen of the Vampires (în spaniolă La tumba de la isla maldita), cunoscut și ca Young Hanna, Queen of the Vampires, Crypt of the Living Dead și Vampire Woman, este un film de groază spaniolo-american din 1973, regizat de Julio Salvador, cu filmări suplimentare regizate de Ray Danton și cu Andrew Prine, Teresa Gimpera, Mark Damon și Patty Shepard în rolurile principale.

## Distribuție
- Andrew Prine
- Teresa Gimpera
- Mark Damon
- Patty Shepard

## Legături externe
- Hannah, Queen of the Vampires la Internet Movie Database